# Église Saint-Vivien de Bagnizeau
L'église Saint-Vivien est une église située à Bagnizeau, dans le département français de la Charente-Maritime en région Nouvelle-Aquitaine.

## Historique
L'église est inscrite au titre des monuments historiques par arrêté du 23 juillet 1973.

## Galerie

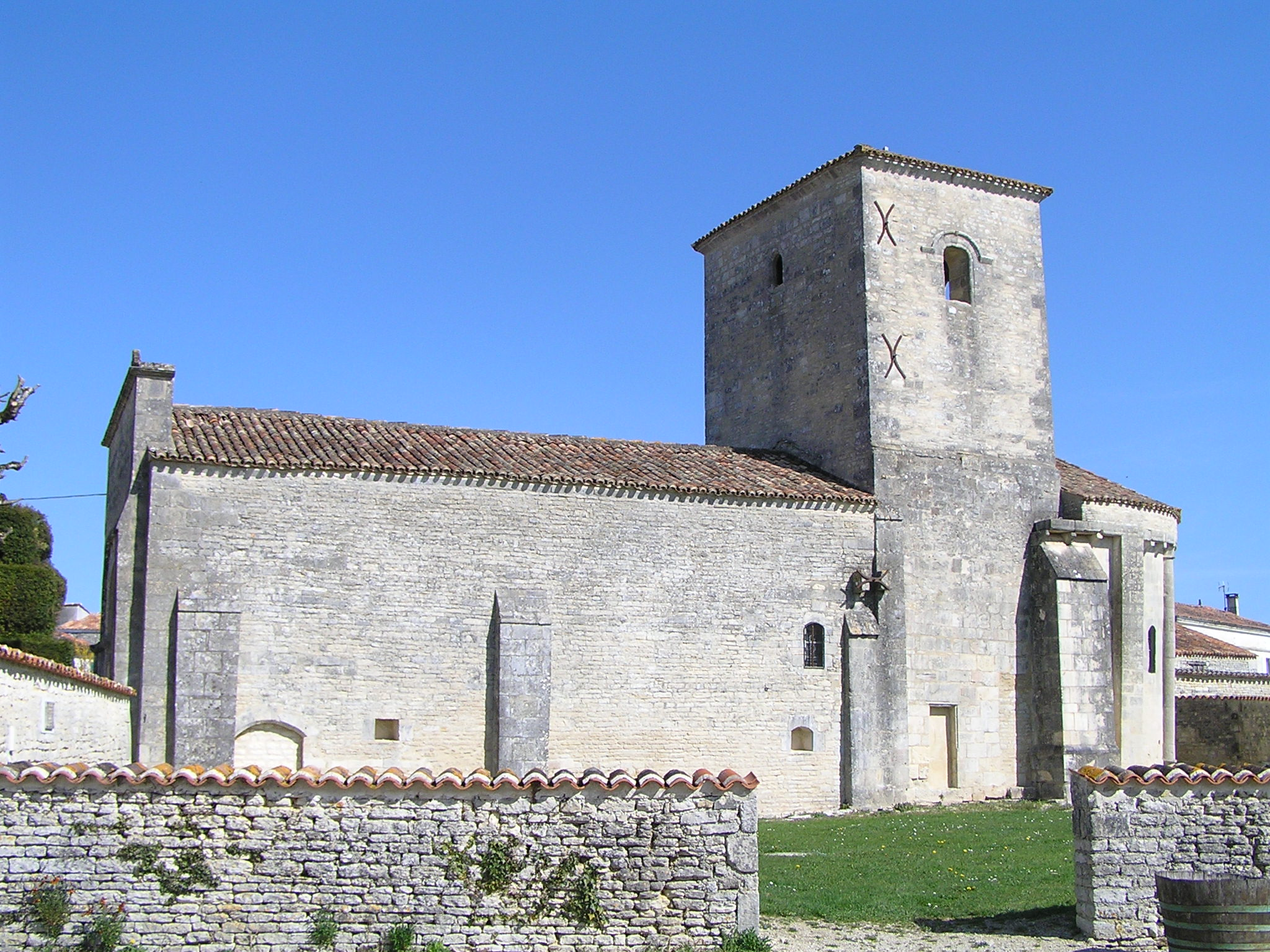